# Steyr TMP
Steyr TM (nje. Taktische Maschinenpistole, hrv. Taktički automatski pištolj) je austrijski automatski pištolj kojeg je dizajnirala i proizvela autrijska vojna industrija Steyr Mannlicher. Pištolj koristi streljivo kalibra 9x19mm Parabellum.
Poznat je po tome da strijelac može kontrolirati paljbu, te može ispaliti rafal od 10 - 15 metaka, dok su ostali automatski pištolji ograničeni na rafal od 2 - 3 metka. Pištolj koristi okvire od 15 i 30 metaka. Na cijev pištolja može se montirati prigušivač.
Steyr SPP je civilna inačica TM-a te ima samo mogućnost poluautomatske paljbe.
2001. godine Steyr je prodao nacrte TM-a švicarskoj tvrtci Brügger & Thomet, koja je proizvela vlastitu inačicu Brügger & Thomet MP9.

## Inačice

### SPP
Steyr SPP (eng. Special Purpose Pistol, hrv. Pištolj za posebne namjene) je poluautomatska inačica TMP-a. Dužina cijevi je neznatno povećana. Uklonjen je prednji rukohvat te su umjesto njega postavljene male Picatinny šine.
SPP je proizveden za potrebe civilnog tržišta kao oružje osobnog naoružanja. Nešto je veći od klasičnog pištolja te je izrađen uglavnom od sintetskih materijala.

## Korisnici
- Austrija: u službi austrijske specijalne jedinice EKO Cobra.[3]
- Italija: TMP koristi talijanska jedinica Gruppo di Intervento Speciale.[4]